# Настоящий американец: Возвращение домой
«Настоящий американец: Возвращение домой» (англ. All American: Homecoming) — американский телесериал, созданный Нкечи Окоро Кэрролл. Премьера состоялась 21 февраля 2022 года на канале CW.
12 мая 2022 года телеканал The CW продлил телесериал на второй сезон. Его премьера состоялась 10 октября 2022 года. В июне 2023 года телесериал был продлен на третий сезон. В июне 2024 года телесериал был закрыт после трёх сезонов.

## Актеры и персонажи

### Основной состав
- Джеффри Майя — Симона Хикс
- Пейтон Алекс Смит — Дэймон Симс
- Кори Хардрикт — тренер Маркус Тернер
- Келли Дженретт — Амара Паттерсон
- Сильверсер Пауэлл — Джесси Рэймонд-младший
- Нетта Уокер — Кейша МакКалла
- Камилла Хайд — Теа Мэйс
- Митчелл Эдвардс — Кэм Уоткинс

### Второстепенный состав
- Тамберла Перри — Кина Симс
- Кристиан Джеймс —  Уэйд Уотерс

## Список эпизодов

### Сезон 1 (2022)
| № общий | № в сезоне | Название                                    | Режиссёр   | Автор сценария | Дата премьеры   | Произв. код | Зрители в США (млн) |
| ------- | ---------- | ------------------------------------------- | ---------- | -------------- | --------------- | ----------- | ------------------- |
| 1       | 1          | «Начать сначала» «Start Over»               | Неизвестно | Неизвестно     | 21 февраля 2022 | T13.23501   | 0.47                |
| 2       | 2          | «Под давлением» «Under Pressure»            | Неизвестно | Неизвестно     | 28 февраля 2022 | T13.23502   | 0.40                |
| 3       | 3          | «Любовь и война» «Love and War»             | Неизвестно | Неизвестно     | 7 марта 2022    | T13.23503   | 0.41                |
| 4       | 4          | «Если бы ты только знал» «If Only You Knew» | Неизвестно | Неизвестно     | 14 марта 2022   | T13.23504   | 0.44                |
| 5       | 5          | «Правда ранит» «Truth Hurts»                | Неизвестно | Неизвестно     | 21 марта 2022   | T13.23505   | 0.42                |

## Производство

### Разработка
18 декабря 2020 года было объявлено, что CW находится на ранней стадии разработки бэкдор-пилота для спин-оффа Симоны Хикс, персонажа Джеффри Майи, которая дублирует свою роль в Настоящий американец.  1 февраля 2021 года The CW отдал пилотный заказ спин-оффу и назвал его Настоящий американец: Возвращение домой. 24 мая 2021 года был заказан первый сезон "Настоящий американец: Возвращение домой". Сериал создан Нкечи Окоро Кэрролл, который как ожидается будет исполнительным продюсером вместе с Грегом Берланти, Сарой Шехтер, Дэвидом Мэдденом и Робби Роджерсом. Бэкдор-пилот написан Кэрроллом и поставлен Майклом Шульцом. Производственными компаниями, задействованными в сериале, являются Berlanti Productions и Warner Bros. Television. Бэкдор-пилот вышел в эфир 5 июля 2021 года в рамках третьего сезона All American. Премьера сериала была запланирована на 21 февраля 2022 года.

### Кастинг
29 марта 2021 года стало известно, что на главные роли выбраны Пейтон Алекс Смит, Кори Хардрикт, Келли Дженретт, Сильверсер Пауэлл, Нетта Уокер и Камилла Хайд. 16 декабря 2021 года было объявлено, что Митчелл Эдвардс, исполнитель роли Кэма Уоткинса в сериале «Настоящий американец», так же примет участие в сериале. 28 января 2022 года стало известно, что Тамберла Перри присоединилась к актерскому составу в повторяющейся роли. 17 февраля 2022 года было объявлено, что Кристиан Джеймс сыграет второстепенную роль.